# ピーツ・コーヒー&ティー
ピーツ・コーヒー＆ティー (Peet's Coffee & Tea) は、サンフランシスコ・ベイエリアに拠点を置くアメリカ合衆国のコーヒー焙煎、小売り事業者。1966年にカリフォルニア州バークレーで、アルフレッド・ピート (Alfred Peet) が「ピーツ・コーヒー・ティー＆スパイシズ (Peet's Coffee, Tea & Spices)」として創業し、ベイエリアのみならず全米でも早い時期から、フレンチ・ローストやエスプレッソ向けの深煎りのアラビカ・コーヒーを、焙煎したてのコーヒー豆の小売りと、店内で淹れたコーヒーとして提供したことで知られている。

## 沿革
アルフレッド・ピートは、子どもの頃オランダに住んでいる間に、コーヒー関係の仕事に馴染みをもった。35歳でサンフランシスコへ移り、1960年代からコーヒー焙煎の仕事を始め、1966年に独立店舗としてピーツ・コーヒー＆ティーをバークレーに開店した。この最初の店舗は、カリフォルニア大学バークレー校に近いノース・バークリー (North Berkeley) の通称「グルメ・ゲットー (Gourmet Ghetto)」に位置するウィルナッツ通りとヴァイン通りの角（2124 Vine Street）に、現在も存在している。1960年代末から1970年代を通し、1980年代まで、毎週ピーツの店の行列に並んでコーヒー豆を買うことは、ベイエリアの住民にとって儀式のようなものになっていた。この最初の店舗には、展示空間が設けられており、創業者ピートのゆかりの品々や、かつて用いられていた器具類などが展示されている。
ピーツの歴史は、コーヒー専門店として、より大きく成功したスターバックスよりも前から事業を始めており、スターバックスの事業にとっては先行モデルとなった。シアトルに拠点を置いたスターバックスの3人の創始者は、いずれもピートと個人的な面識があった。1971年にスターバックスが最初の店を開いたときには、直接ピーツからコーヒー豆を仕入れており、開店後1年間はこの体制が続いた。
ピートは、1979年に事業をサル・ボナビータ (Sal Bonavita)に売り渡し、自身は顧問、教師として1984年まで社にとどまった。1984年、スターバックスの創業者のひとりで、かつてピートの事業のパートナーであったジェリー・ボールドウィン (Jerry Baldwin) が、共同経営者でコーヒー焙煎の専門家ジム・レイノルズ (Jim Reynolds) や、他の投資家グツープとともに、ベイエリアのピーツ4店舗をボナビータから買い取った。1987年、ボールドウィンとピーツの所有者たちは、スターバックスのチェーンを売却して、ピーツの事業に集中することになり、新たにスターバックスの所有者となったハワード・シュルツは、5年間はベイエリアでピーツに対して競争を仕掛けないという協定に合意した。
2014年にマイティーリーフ・ティー、2015年にスタンプタウン・コーヒー・ロースターズとインテリジェンシア・コーヒーを買収した。経営会社であるJDE Peet'sは2020年からユーロネクスト・アムステルダムに上場している。

## 運営
ピーツは、2010年の最初の四半期の時点で全米に193店舗の小売店を展開していた。その大部分はカリフォルニア州に集中し、州外ではワシントン州、オレゴン州、コロラド州、イリノイ州、マサチューセッツ州に店舗があった。
ピーツは、空港など交通の乗り換え地点に店舗を構えていることがあり、ヒューストンの2つの主要空港であるウィリアム・P・ホビー空港とジョージ・ブッシュ・インターコンチネンタル空港、ネバダ州リノのリノ・タホ国際空港、ニューヨークのジョン・F・ケネディ国際空港、フィラデルフィア国際空港、サクラメント国際空港、そしてサンフランシスコ・ベイエリアのすべての主要空港（サンフランシスコ国際空港、オークランド国際空港、ノーマン・Y・ミネタ・サンノゼ国際空港）に店舗がある。2008年はじめには、ベイエリア高速鉄道 (BART) の多数の駅に、ピーツのキオスクが開設されることが決まった。
大学のキャンパス内に設けられた最初の本格的店舗は、2003年に開店したスタンフォード大学のジェームズ・H・クラーク・センター (James H. Clark Center) であった。ピーツのコーヒーは、その後スタンフォード大学内のすべての食堂で提供されるようになっている。2005年には、カリフォルニア大学バークレー校が、既存の食堂施設を拡張する形で、フランチャイズによる店舗をキャンパス内のドウィネル・ホール (Dwinelle Hall) に設けた。同様に、2009年には、ウィスコンシン大学マディソン校、ビラノバ大学 (Villanova University)、メモリアル・ユニオン（Memorial Union：ウィスコンシン大学マディソン校のキャンパスのひとつ）、カリフォルニア大学サンディエゴ校に店舗が設けられた。売国内最大のピーツの店舗は、イリノイ州エバンストンのノースウェスタン大学のキャンパス近くにある。
ピーツ・コーヒーは、アメリカ合衆国の数多くの食料品店で取り扱われている。
ピーツは、スターバックスよりも拡大のペースは緩やかであったが、コーヒーと紅茶の小売りに注力し、店舗で用意されるコーヒーの種類もスターバックスより絞り込んできた。ピーツは現在も、もっぱらカリフォルニア州で展開しているが、後述のように他の大都市圏にも進出しており、短期間ではあったが東京に4店舗を出店していた時期もあった。ピーツは、2001年から2005年まで、テキサス州オースティンでも店舗を構えていた。

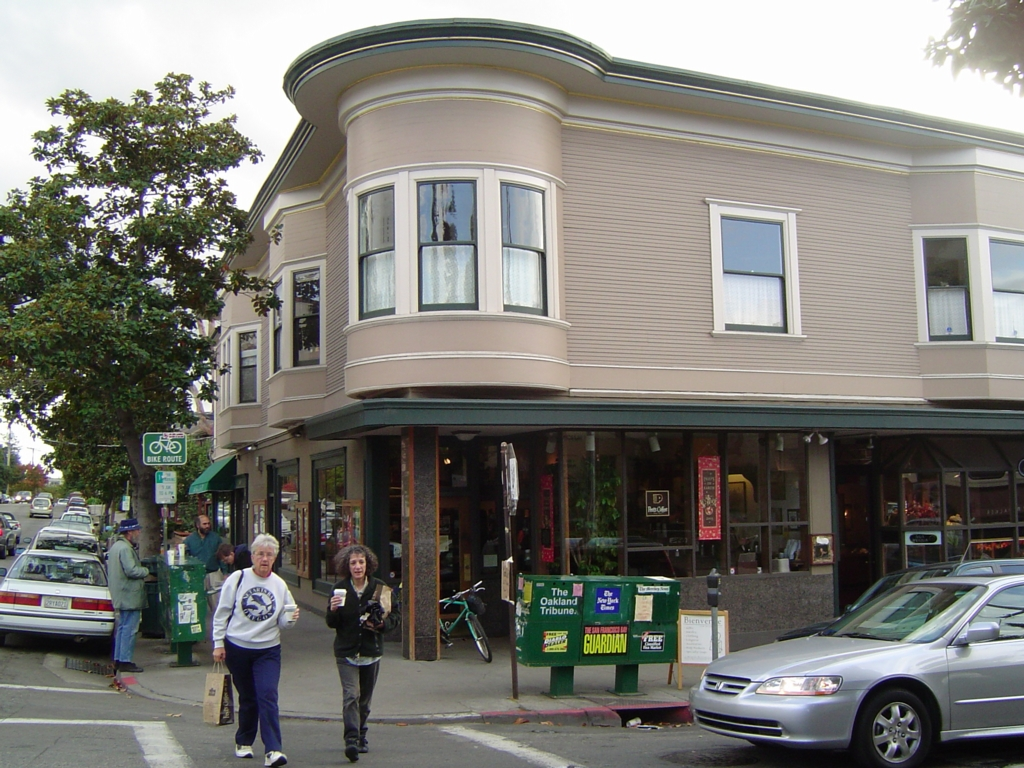
ノース・バークレーにある最初の店舗。

2001年1月、ピーツ・コーヒー＆ティーの株式は「PEET」の略記号で公開された。株式公開 (IPO) の際には非常に高い評価を受け後は、株価は伸び悩んだが、以降は安定して利益を上げている。2011年5月時点で、ピーツの時価総額はおよそ6億3600万ドルで、スターバックスの272億ドルと比較するとその2.3パーセントにあたる。
2007年、ピーツはカリフォルニア州アラメダに焙煎工場を開いた。この新工場は、それまでのカリフォルニア州エメリービルにあった工場に代わるものであり、新工場は、LEED (Leadership in Energy and Environmental Design (LEED)) が認定する「グリーン」施設となっている。
2012年、ピーツは、同社がドイツの企業JABホールディング (JAB_Holding) に 9億7400万ドルで売却されたと発表した
。JABホールディングは持株会社であり、各種の消費財を製造しているレキットベンキーザーの大株主である。JABホールディングはこの年にカリブ・コーヒー (Caribou Coffee) も買収しており、4月5日にカリブ・コーヒーは、コロラド州デンバーと、ミネソタ州、アイオワ州、ノースダコタ州、サウスダコタ州、ウィスコンシン州西部、ノースカロライナ州、カンサス州の範囲外にある店舗を閉じることを発表した。この時点での全店舗のほぼ半数を占めていた上記以外の地域のカリブ・コーヒーの店舗は、ピーツの店舗として改称されることになった。
2017年、中国の上海に出店した。

### 日本進出
ピーツは、本国での店舗数がまだ64店舗だった2002年に、日本に進出し、日本1号店を東京都港区南青山3丁目に設けた。六本木や神田小川町にも展開したが、その後、程なくして撤退している。

## 影響
ピーツには熱心はファンがおり、ビートニクにかけて「ピートニク (Peetniks)」と称されることがある。
ピーツは、コーヒー豆と淹れたてのコーヒーの両方を小売りする業者としては、最も早い時期から特別な高級コーヒーを提供し、それまでアメリカ合衆国で一般的だったコーヒーに比べ、より長い時間をかけて豆を焙煎し、より濃い色に淹れた、苦味が強く、酸味が少ないコーヒーを広めた。このためピーツは、グルメ・コーヒー事業を創始した企業のひとつと見なされている。
イギリスのユニオン・ハンド＝ローステッド・コーヒー (Union Hand-Roasted Coffee) は、1990年代はじめにピーツで働いていた2人のイギリス人が創業した企業である。

## 労使関係
スターバックス同様、ピーツも相当数のパートタイマーや短期雇用従業員を雇用しながら、正社員にも時間給の従業員にも様々な福利厚生を提供していることで知られ、エコノミストやメディアから成長するサービス経済のモデルと目されている。2010年の時点でピーツは健康全般、歯科、視力についての保険を、週平均21時間以上、通算500時間以上働いたパートタイム労働者に提供している。
ピーツは2002年以来、労働組合の組織化の働きかけの対象となっている。当時は、カリフォルニア州サンタクルーズのピーツで働いていた労働者たちが、全米食品商業労働組合 (United Food and Commercial Workers, UFCW)) のローカル（支部）839 に参加することを目指して活動をしていた。2003年8月、ピーツ経営陣の一時的な反組合ロビー活動が功を奏し、サンタクルーズの221号店で働いていた従業員たちは、投票の結果11対6で UFCW に代表権を与えない（UFCW傘下に入らない）ことを決議した。
この組合組織化の試みとその失敗は、おもにベイエリアにおいて、ピーツと、その労使関係に対するメディアの関心をより高めることになった。売上や収益などの面で会社の業績が好調であることが広く報じられている中で、とりわけ経済動向の悪化を受けて賃金の切り下げや福利厚生の後退が行なわれて以降、従業員の間に不満が高まっていることが、小売り業の従業員へのインタビューに基づいた複数の記事で報じられた。
収益の拡大も、離職率も、企業側が、作業時間管理者の導入や、接客の定型化、方針違反を是正するための点数制度などを通して、労働者効率の向上にどう取り組むかに大きく関わっている。ピーツは一方で従業員に作業速度を上げることを強い、安全に問題がある状況を押し付けながら、賃金や福利厚生の待遇を切り下げている、という従業員たちの主張に対し、会社側の広報担当者は、「我々は、すべての従業員が公平に、また敬意をもって扱われている現状に、非常に満足している」と述べた。